# Sangir (Dabun Gelang)
Sangir is een bestuurslaag in het regentschap Gayo Lues van de provincie Atjeh, Indonesië. Sangir telt 603 inwoners (volkstelling 2010).